# デザート

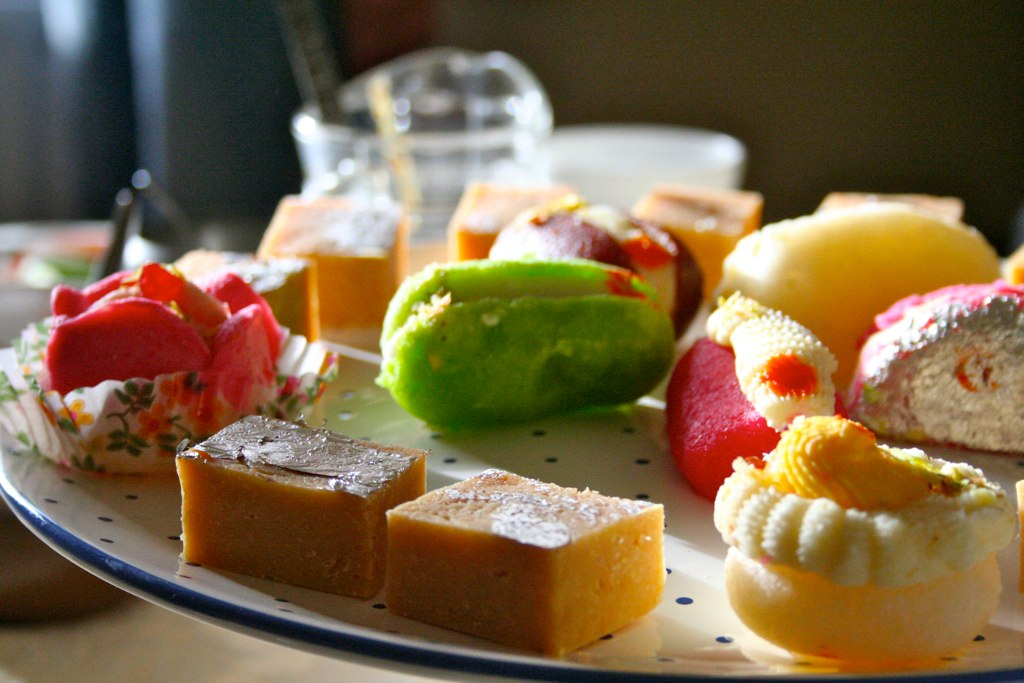
インドのスイーツの盛り合わせ

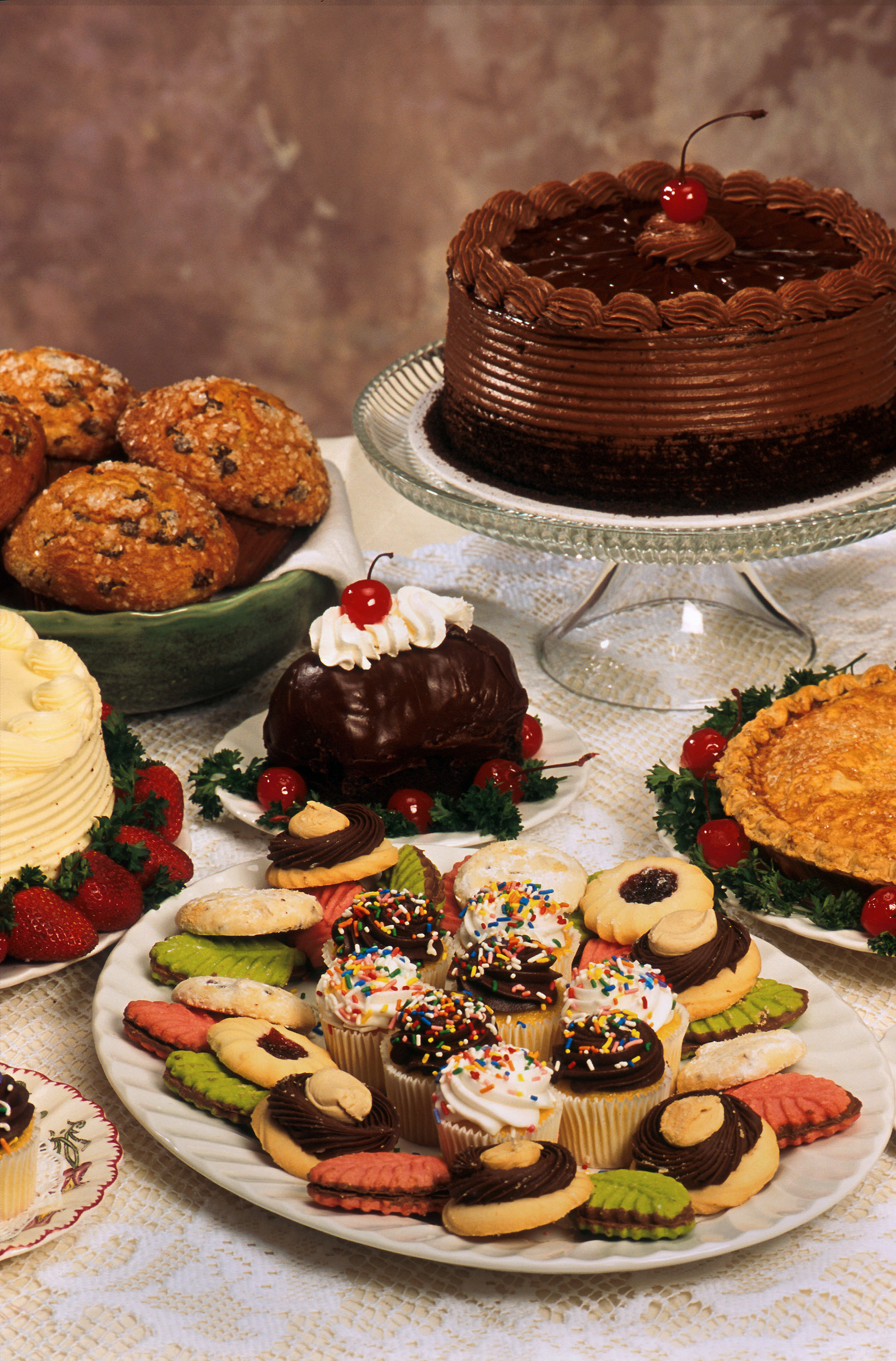
洋菓子の一例

デザート（英: dessert）は、食事の最後に出され食べられる果物や菓子（プディングやケーキ・アイスクリームなど）のこと。
日常的な食事ではビタミン類などの主要な食事では不足する栄養を補助する役割がある。
非日常的な食事では、甘く風味の良い食べ物で食後の満足感をより高めたり、華やかさで食事全体の印象を高める役割がある。
デザートを作る専門職として、製菓師（パティシエ）がある。
日本ではケーキやアイスクリームもデザートとされるが、フランス料理においてはこれらは「アントルメ・ド・パティストリー」（菓子職人が作る菓子）に分類され、スフレ・プディング・ババロアなどの「アントルメ・ド・キュイジーヌ」（料理人が作る菓子）と区別されている。

## 呼称
語源はフランス語の「dessert（デセール）」に由来し、この語は、「食事を下げる」「食卓を片付ける」という意味の「desservir（デセルヴィール）」に由来する。
「dessert」という言葉は上記の意味をさすものとしてアイルランド、アメリカ、カナダ、オーストラリア、フランスで最も良く使われるが、イギリスやその他のイギリス連邦諸国では「スウィート」「プディング」がより使われる。ただ、この意味において「スウィート」を使うものはイギリスでは、いくらか下層階級や労働者階級など大衆的な存在と見なされる。主にイギリスではガムやあめ玉などの駄菓子の事を言う。日本では長らくデザート、甘いもの（甘味）、お菓子と呼ばれていたが2006年頃よりマスメディアやバラエティ番組を中心に俗語のスイーツと呼ぶことが一般的となった。

## デザートの様式

### 国や地域に基づかないデザートの様式
デザート・ビュッフェ（英: dessert buffet、またはデザートバイキング）とは、ビュッフェ形式、特に日本ではいわゆる食べ放題で数多くのデザートを好きなだけ選んで採ることができる「デザートのビュッフェ」である。飲食店におけるデザート・ビュッフェは、単なるビュッフェと同じくその多くに時間制限があり、具体的に1時間か2時間ほどで客が入れ替わる。
また、デザートとは一般に食後に食すものであるが、日本語においてはしばしばスイーツや甘味と混同される。したがって特にデザート・ビュッフェ専門店など、時間帯などによっては食後のデザートではなく、おやつとして供される（「ケーキバイキング」など）場合もある。

### フランス料理におけるデザート

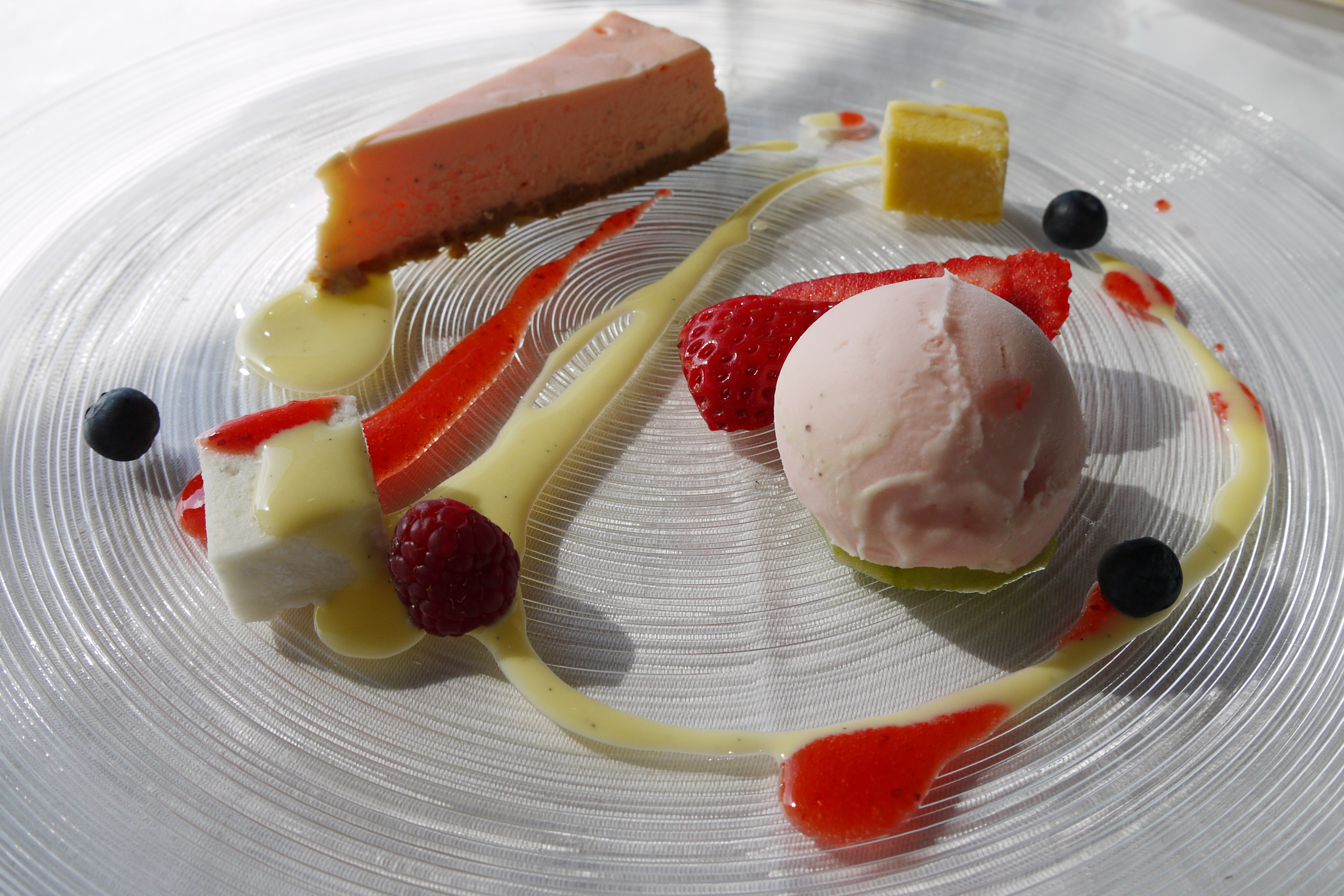
フランス料理のデザート例
（アイスクリームと果物のケーキ）

本格的なフランス料理のコースでは、前菜、スープ、魚料理、肉料理、サラダが終わった後に別室に移動又は同一のテーブルで食器類が整理され、デザートが出される。前菜からサラダまでを「メインコース」と呼び、それ以降を「デザートコース」と呼ぶ。コースの流れは以下の通り。
1. 客の好みによりチーズ。チーズ用のパンや付け合せのナッツ・ドライフルーツが出ることもある。
2. ケーキ、菓子、果物、アイスクリームといった甘いもの。
3. コーヒーなどの飲料。プティフールと呼ばれる茶菓が付くこともある。

### イタリア料理におけるデザート
イタリア料理ではデザートのことをドルチェという。これはイタリア語で甘いもの全般を指す。
イタリア料理に出てくるアイスクリームを使ったデザートをイタリアンジェラートといい、チョコレート系や低カロリーのヨーグルト系、フルーツ系などがある。

### 日本
日本で振舞われる中華料理のコースでも、前菜、スープ、魚料理、肉料理、主食の後に甘い菓子（甜点心と呼ばれる）や果物が出されることが多い。もともとは汁粉や揚げ団子のような熱いデザートが多かったが、近年では杏仁豆腐、マンゴープリンなどの冷たいデザートも各種作られている。
デザートとは無縁に思われていたあるラーメン屋などでも、プリンなど、豊富なデザートを品揃えする事で客単価アップを図るアイテムとなっている、洒落たお店が増え女性客がラーメン店に来やすくなったのでデザートが集客アップの決め手になってきた。
また、回転寿司店でもすでに、各種デザートは定番の商品となっている。皿に乗ってプリンが巡回している光景も、珍しいことではない。
さらに、女子会や誕生会などで近年女性客の増えている居酒屋でも、コース料理の締めとなるデザートに力を入れる店が、おもにチェーン店を中心に増えてきている。バースデーケーキの無料プレゼントを行なうなど、それぞれの店のサービスもエスカレートしている。
子供に与えるデザートの弊害として2006年に大学生の食生活の実態を調べ、子供時代に食べた甘いデザートの食習慣が持ち越され大学生の食事が自立に欠ける原因の一つであるとして、食育の大切さが指摘されている。